# SS-Verfügungstruppe
De SS-Verfügungstruppe of kortweg SS-VT (in het Nederlands: ondersteuningseenheid van de gevechtstroepen) werd opgericht in 1934 na het samenvoegen van verschillende nazistische en extreemrechtse paramilitaire formaties. Er werden twee regimenten gevormd: één in het noorden van Duitsland met de naam SS-Standarte "Germania", en één in het zuiden van Duitsland met de naam SS-Standarte "Deutschland". In de herfst van 1933 werd de persoonlijke lijfwacht van Adolf Hitler (oorspronkelijk bekend als SS-Standarte 1), die gestationeerd was in München, gevraagd om de Lijfwacht van de Kanselarij in Berlijn te vervangen. Begin 1934 werd deze SS-lijfwacht hernoemd tot Leibstandarte-SS "Adolf Hitler" (LSSAH).
De SS-Verfügungstruppe werd beschouwd als de gewapende tak van de Allgemeine-SS en de nazipartij. Ze vormden een parallel leger naast de Wehrmacht Heer. De SS-regimenten "Deutschland" en "Leibstandarte" namen in 1936 deel aan de bezetting van het Rijnland, gevolgd door een deelname aan de bezetting van Oostenrijk in maart 1938. Na de Anschluss van Oostenrijk werd het Oostenrijkse SS-regiment "Der Führer" opgericht, dat werd geleid door Ernst Kaltenbrunner en Arthur Seyss-Inquart. De Oostenrijkse SS viel officieel onder het bevel van de SS-bevelhebber Heinrich Himmler, maar handelde in de praktijk onafhankelijk in Oostenrijkse aangelegenheden.
Rond eind 1938 werden de SS-VT eenheden gedeeltelijk onder het bevel van het Oberkommando der Wehrmacht geplaatst en op 10 oktober 1939 werden ze samengebracht in de SS-Verfügungsdivision (kortweg: V-Division) onder leiding van SS-Brigadeführer Paul Hausser.
Onder Hausser werd de V-Division getraind tot een elite-gevechtseenheid die deelnam aan de bezetting van het Sudetenland (1938) en de Poolse Veldtocht (1939). De V-Division vocht nooit als een zelfstandige eenheid, maar werd altijd onderverdeeld in kleinere eenheden en verdeeld over verschillende Wehrmacht Heer eenheden. Bijvoorbeeld, het regiment "Der Führer" werd toegewezen aan de 207. Infanterie Division als een stoottroep.
In 1940, na de invasie van Frankrijk, werd de V-Division hernoemd tot "Reich", en op datzelfde moment werden "Reich" en andere SS-VT eenheden, samen met de SS-Totenkopfstandarten van Theodor Eicke, toegewezen aan het nieuwe Kommandoamt der Waffen-SS, waarna het de naam Waffen-SS kreeg.

## Toelatingseisen SS-Verfügungstruppe[1]
- minimaal 17 - 22 jaar oud;
- minimaal 1,72 tot 178 meter lang;
- geen brildrager.
- Duits staatsburgerschap; verder moesten SS-kandidaten door middel van een Ariernachweis hun Arische afkomst kunnen verantwoorden tot 1800. Officieren tot 1750!
- niet getrouwd of verloofd tot het aangaan van het huwelijk;
- dienst gedaan in de RAD;
- een beroepsbegeleidende leerweg voltooien, of formeel worden vrijgesteld van zijn opleiding;
- geen strafblad.